# Natação nos Jogos Pan-Americanos de 2015 - 200 m borboleta feminino
As competições dos 200 metros borboleta feminino da natação nos Jogos Pan-Americanos de 2015 foram realizadas em 14 de julho no Centro Aquático CIBC Pan e Parapan-Americano, em Toronto.

## Calendário
Horário local (UTC-4).
| Data        | Horário | Fase          |
| ----------- | ------- | ------------- |
| 14 de julho | 10:29   | Eliminatórias |
| 14 de julho | 19:39   | Final B       |
| 14 de julho | 19:46   | Final A       |

## Medalhistas
| Ouro   | CAN Audrey Lacroix  |
| Prata  | USA Katherine Mills |
| Bronze | BRA Joanna Maranhão |

## Recordes
Antes desta competição, os recordes mundiais e pan-americanos da prova eram os seguintes:
| Tipo                             | Atleta              | Tempo   | Local          | Data                  |
| -------------------------------- | ------------------- | ------- | -------------- | --------------------- |
|                                  | CHN Zige Liu        | 2m01s81 | Jinan          | 21 de outubro de 2009 |
| Recorde dos Jogos Pan-Americanos | USA Kathleen Hersey | 2m07s64 | Rio de Janeiro | 21 de julho de 2007   |

## Resultados

### Eliminatórias
A eliminatória foi realizada em 14 de julho. 
| Pos. | Bateria | Raia | Nadador               | Nacionalidade      | Tempo   | Nota |
| ---- | ------- | ---- | --------------------- | ------------------ | ------- | ---- |
| 1    | 2       | 4    | Katherine Mills       | USA Estados Unidos | 2:08.89 | QA   |
| 2    | 3       | 4    | Audrey Lacroix        | CAN Canadá         | 2:10.33 | QA   |
| 3    | 3       | 5    | Andreina Pinto        | VEN Venezuela      | 2:10.98 | QA   |
| 4    | 2       | 6    | Virginia Bardach      | ARG Argentina      | 2:12.31 | QA,  |
| 5    | 3       | 3    | Isabella Paez         | VEN Venezuela      | 2:12.63 | QA   |
| 6    | 1       | 4    | Joanna Maranhão       | BRA Brasil         | 2:12.64 | QA   |
| 7    | 1       | 6    | Valerie Gruest        | GUA Guatemala      | 2:13.87 | QA   |
| 8    | 2       | 3    | Diana Luna            | MEX México         | 2:14.21 | QA   |
| 9    | 1       | 3    | Jessica Camposano     | COL Colômbia       | 2:14.35 | QB   |
| 10   | 3       | 6    | Manuella Lyrio        | BRA Brasil         | 2:15.55 | QB   |
| 11   | 1       | 5    | Kylie Stewart         | USA Estados Unidos | 2:16.22 | QB   |
| 12   | 2       | 2    | Maria Far             | PAN Panamá         | 2:18.57 | QB   |
| 12   | 3       | 2    | Tereysa Lehnertz      | PUR Porto Rico     | 2:18.57 | QB   |
| 14   | 1       | 2    | Estefania Urzua       | CHI Chile          | 2:19.23 | QB   |
| 15   | 2       | 7    | Lara Butler           | CAY Ilhas Cayman   | 2:22.81 | QB   |
| 16   | 3       | 7    | Trudian Patrick       | JAM Jamaica        | 2:24.26 | QB   |
| 17   | 1       | 7    | Daniella van den Berg | ARU Aruba          | 2:26.04 |      |
| 18   | 2       | 5    | Noemie Thomas         | CAN Canadá         | DNS     |      |

### Final B
A final B foi realizada em 14 de julho. 
| Pos. | Raia | Nadador           | Nacionalidade      | Tempo   | Notas |
| ---- | ---- | ----------------- | ------------------ | ------- | ----- |
| 9    | 5    | Manuella Lyrio    | BRA Brasil         | 2:13.37 |       |
| 10   | 4    | Jessica Camposano | COL Colômbia       | 2:14.22 |       |
| 11   | 3    | Kylie Stewart     | USA Estados Unidos | 2:14.64 |       |
| 12   | 2    | Tereysa Lehnertz  | PUR Porto Rico     | 2:18.05 |       |
| 13   | 7    | Estefania Urzua   | CHI Chile          | 2:18.16 |       |
| 14   | 6    | Maria Far         | PAN Panamá         | 2:18.75 |       |
| 15   | 1    | Lara Butler       | CAY Ilhas Cayman   | 2:21.52 |       |
| 16   | 8    | Trudian Patrick   | JAM Jamaica        | 2:23.65 |       |

### Final A
A final A foi realizada em 14 de julho. 
| Pos.              | Raia | Nadador          | Nacionalidade      | Tempo   | Notas                 |
| ----------------- | ---- | ---------------- | ------------------ | ------- | --------------------- |
| Medalha de ouro   | 5    | Audrey Lacroix   | CAN Canadá         | 2:07.68 |                       |
| Medalha de prata  | 4    | Katherine Mills  | USA Estados Unidos | 2:09.31 |                       |
| Medalha de bronze | 7    | Joanna Maranhão  | BRA Brasil         | 2:09.38 | Recorde sul-americano |
| 4                 | 3    | Andreina Pinto   | VEN Venezuela      | 2:09.51 | Recorde nacional      |
| 5                 | 6    | Virginia Bardach | ARG Argentina      | 2:13.25 |                       |
| 6                 | 2    | Isabella Paez    | VEN Venezuela      | 2:13.64 |                       |
| 7                 | 8    | Diana Luna       | MEX México         | 2:13.90 |                       |
| 8                 | 1    | Valerie Gruest   | GUA Guatemala      | 2:14.03 |                       |

Legenda
| Recorde mundial                  | Recorde mundial (World record)               |                       | Recorde africano                      | Recorde africano (African) |                                           | Q | Classificado por posição (Qualified) |
| Recorde dos Jogos Pan-Americanos | Recorde pan-americano (Pan-American record)  | Recorde da América    | Recorde da América (Americas)         | q                          | Classificado por melhor tempo (Qualified) |   |                                      |
| Melhor marca do ano              | Melhor marca do ano (World leading)          | Recorde asiático      | Recorde asiático (Asian)              | DNS                        | Não largou (Did not start)                |   |                                      |
| Recorde nacional                 | Recorde nacional (National record)           | Recorde europeu       | Recorde europeu (European)            | DNF                        | Não terminou (Did not finish)             |   |                                      |
| Recorde pessoal                  | Recorde pessoal do atleta (Personal best)    | Recorde da Oceania    | Recorde da Oceania (Oceania)          | DSQ / DQ                   | Desclassificado (Disqualified)            |   |                                      |
| Recorde da temporada             | Recorde da temporada do atleta (Season best) | Recorde sul-americano | Recorde sul-americano (South America) | NM                         | Sem marca (No mark)                       |   |                                      |